# Anima (álbum de Nightmare)
Anima é o terceiro álbum de estúdio da banda japonesa Nightmare, lançado em 22 de fevereiro de 2006 pela gravadora Nippon Crown.

## Recepção
Alcançou a décima segunda posição nas paradas da Oricon Albums Chart.

## Faixas
| N.º            | Título                            | Duração |  |
| 1.             | "Kuyuru -Kuyuru-" (燻 -くゆる-)   | 4:12    |  |
| 2.             | "Neotenii" (ネオテニー)           | 3:23    |  |
| 3.             | "livEVIL"                         | 4:03    |  |
| 4.             | "Яaven Loud Speeeaker"            | 4:28    |  |
| 5.             | "Gianism Roku" (ジャイアニズム碌) | 4:22    |  |
| 6.             | "Jashin To Bara" (邪神ト薔薇)     | 4:04    |  |
| 7.             | "Sessou" (雪葬)                   | 7:59    |  |
| 8.             | "Mahora" (まほら)                 | 7:41    |  |
| 9.             | "message"                         | 4:25    |  |
| 10.            | "Rakuu" (落羽)                    | 6:13    |  |
| 11.            | "Jibun no Hana" (時分ノ花)        | 4:10    |  |
| Duração total: | Duração total:                    | 54:59   |  |

## Ficha técnica

### Nightmare
- Yomi - vocal
- Sakito (咲人) - guitarra
- Hitsugi (柩) - guitarra
- Ni~ya - baixo
- Ruka - bateria